# Gucci
Gucci je talijanska luksuzna modna kuća sa sjedištem u Firenci. Proizvodni program uključuje torbice, konfekciju, obuću, dodatke i ukrase za dom; i licencira svoje ime i marku Coty, Inc. za mirise i kozmetiku pod imenom Gucci Beauty.
Gucci je 1921. godine osnovao Guccio Gucci (1881. – 1953.) u Firenci, Toskani. Pod vodstvom Alda Guccija (Gucciov sin), Gucci je postao svjetski poznat brend. Nakon obiteljskih svađa tijekom 1980-ih, obitelj Gucci potpuno je izbačena iz kapitala tvrtke do 1993. Godine 1999. Gucci je kupio francuski konglomerat Pinault Printemps Redoute, koji je kasnije postao Kering. Tijekom 2010-ih Gucci je postao kultni 'geek-chic' brend. 
U 2019. Gucci je imao 487 trgovina, te 17.157 zaposlenika i ostvario 9,6 milijardi eura prodaje (8,2 milijarde eura 2018.). Marco Bizzarri je izvršni direktor Guccija od prosinca 2014., a Alessandro Michele bio je kreativni direktor od siječnja 2015. do 23. studenoga 2022.